# Banatsko Novo Selo

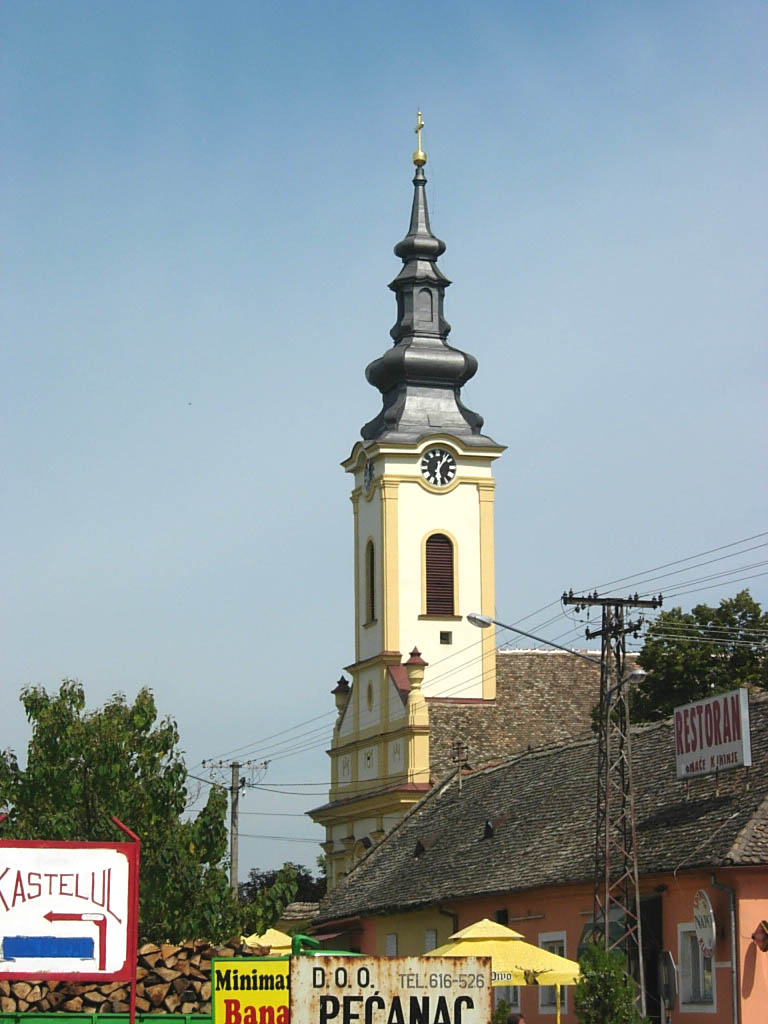
L'église orthodoxe roumaine de Banatsko Novo Selo

Banatsko Novo Selo (en serbe cyrillique : Банатско Ново Село ; en roumain : Satu Nou ; en hongrois Ujfalu, Réva-Ujfalu ou Bánát-Ujfalu ; en allemand : Neudorf, Banater Neudorf et Pfefferthal) est une localité de Serbie située dans la province autonome de Voïvodine et sur le territoire de la Ville de Pančevo, district du Banat méridional. Au recensement de 2011, elle comptait 6 670 habitants.
Banatsko Novo Selo est officiellement classé parmi les villages de Serbie.

## Nom et histoire
Le nom du village dérive de la région du Banat (Banatsko) et de Novo Selo, qui signifie « le nouveau village ».
Avant la fondation du village, deux localités plus anciennes existaient à son emplacement ; elles étaient connues sous les noms de Zeldoš et de Velika Dolina et elles étaient peuplées de Serbes et de Roumains. Banatsko Novo Selo fut fondé en 1765 par des populations germaniques, mais aussi par des Serbes et des Roumains. En 1767, 43 familles roumaines venues de Pančevo s'installèrent à Novo Selo. En 1918, sa population était constituée à environ 80 % de Roumains. Jusqu'en 1959, Banatsko Novo Selo avait le statut de municipalité séparée.
Le 5 avril 1999, pendant la campagne de bombardements de l'OTAN lors de la guerre du Kosovo, les défenses aériennes, conduites par le Lieutenant-colonel Zoran Damnjanović abattirent deux appareils entre Banatsko Novo Selo et le village voisin de Dolovo.

## Démographie

### Évolution historique de la population
| 1948  | 1953  | 1961  | 1971  | 1981  | 1991  | 2002  | 2011  |
| ----- | ----- | ----- | ----- | ----- | ----- | ----- | ----- |
| 6 129 | 6 378 | 7 225 | 7 872 | 7 963 | 7 987 | 7 345 | 6 670 |

|  |

## Culture et religion
Banatsko Novo Selo possède deux églises orthodoxes. L'une fut construite en 1805, qui servit à la fois aux Serbes et aux Roumains, et qui, aujourd'hui, est devenue l'église orthodoxe roumaine ; l'autre, l'église orthodoxe serbe, fut construite en 1877. Le village possède également une église des Adventistes du Septième Jour, une église nazaréenne et une église baptiste.

## Économie
La principale activité des habitants de Banatsko Novo Selo est l'agriculture. Le village voit aujourd'hui se développer des entreprises dans le secteur de l'agroalimentaire.

## Transports
Banatsko Novo Selo est situé sur la route européenne E70.